# Amanitore
Amanitore (um 50 n. Chr.) war eine nubische Königin, die meist zusammen mit König Natakamani genannt wird und vielleicht auch regierte. Wie ein König hatte sie auch einen in ägyptischen Hieroglyphen geschriebenen Thronnamen: Merkare.
Auf verschiedenen Denkmälern erscheint sie gleichberechtigt neben diesem Herrscher: im Tempel B 500 in Napata, im Amuntempel M 260 in Meroe, im Löwentempel (Apedemak) von Naqa oder im Tempel von Duanib, um nur einige Beispiele zu nennen.
Es ist deshalb in der Forschung meist davon ausgegangen worden, dass sie die Gemahlin dieses Herrschers war und gleichberechtigt neben ihm regierte. Neuere Beobachtungen lassen allerdings Zweifel an dieser Interpretation aufkommen. Amanitore wird anscheinend nie qore genannt, was das meroitische Wort für König ist. Ihr regulärer Titel ist dagegen kdke (Kandake). Sie hat deshalb also wohl kaum als König regiert.
In dem Umkreis von Natakamani und Amanitore erscheinen nun immer wieder drei Prinzen oder hohe Würdenträger (Arikancharora, Arakachatani, Shorakaror), von denen Arikancharora mit Sicherheit nicht der Sohn der Amanitore war, so dass angenommen werden kann, dass Natakamani wohl eine andere Gemahlin hatte. Natakamani und Amanitore waren also wohl kein Königspaar. Amanitore scheint daher wohl eher die Mutter des Herrschers gewesen zu sein, die für ihren Sohn regierte, als dieser noch jung war.
Amanitore ist in Meroe in der Pyramide N1 begraben worden. Der Bau ist nur ca. 6 × 6 m in der Grundfläche groß, wobei es sich nicht im eigentlichen Sinne um eine Pyramide, sondern um zwei aufeinander gebaute Mastabas handelt. Ihr Name fand sich in der Grabkapelle vor dem Bau. Diese besteht aus einem Raum mit einem Pylon. Pyramide und Kapelle sind heute teilweise restauriert.

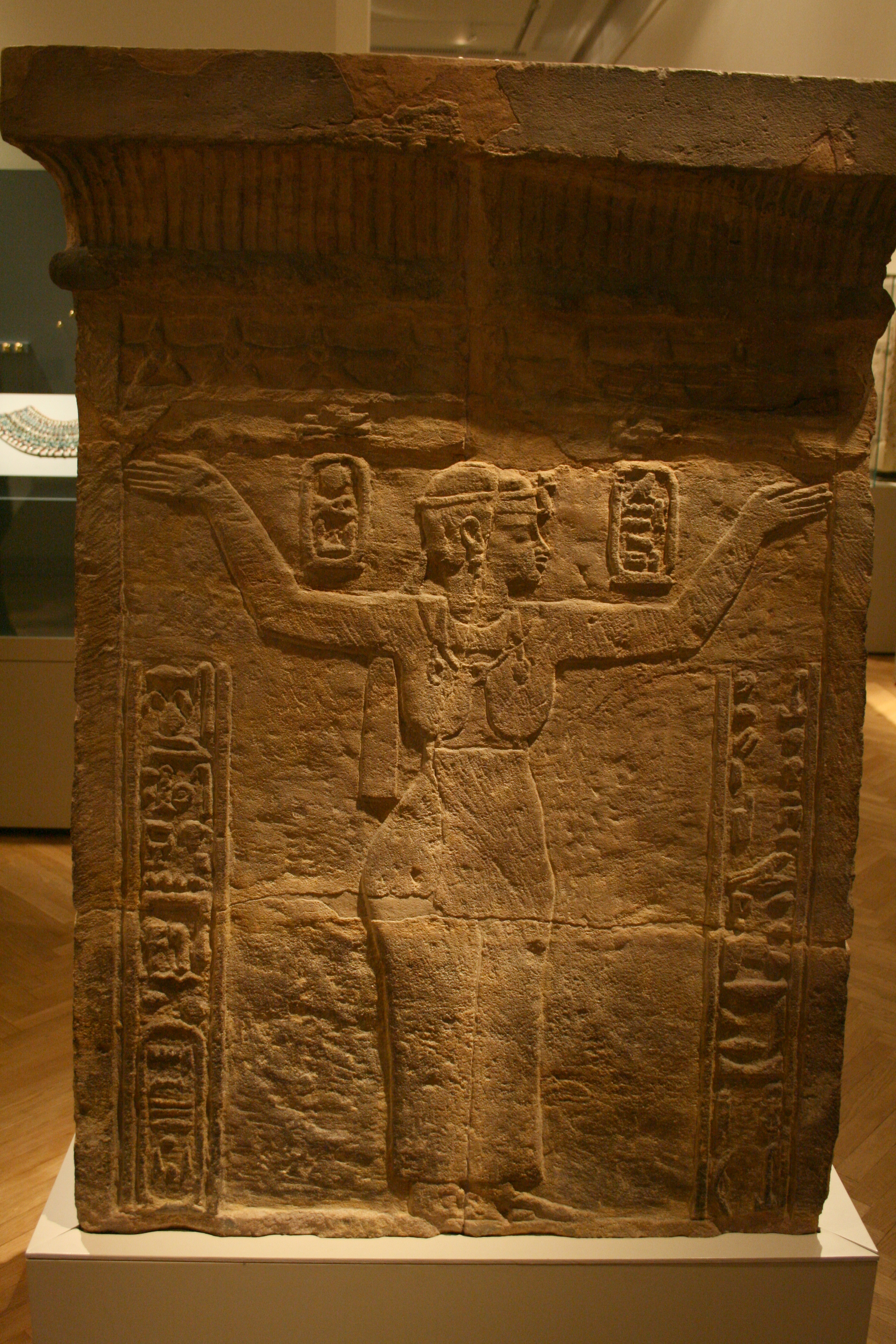
Bild der Herrscherin auf einem Barkenuntersatz aus Wad ban Naqa
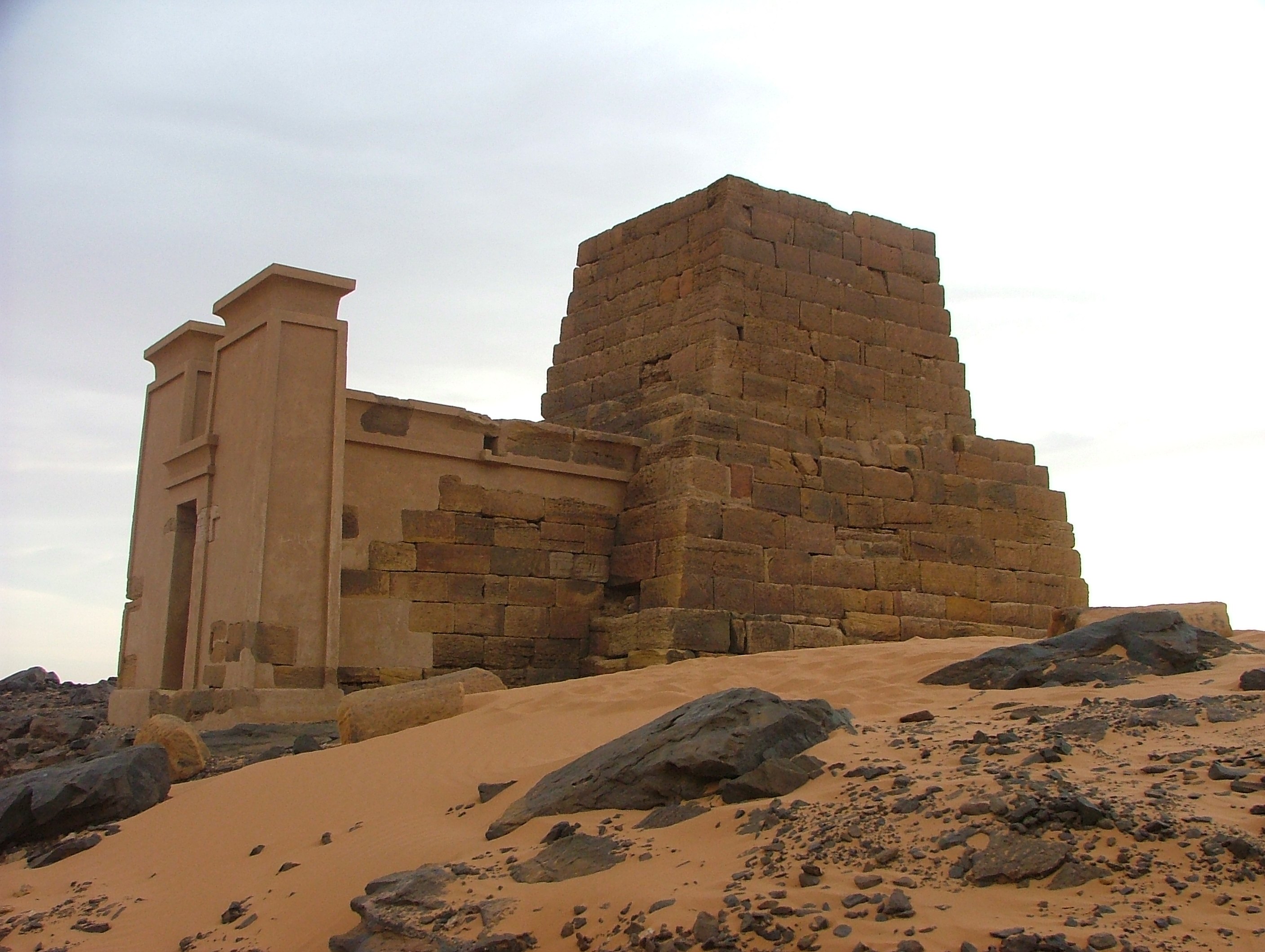
Pyramide der Amanitore